# Битва біля Тель-ель-Кебір
Битва біля Тель-Ель-Кебір між єгипетською армією на чолі з Ахмедом Орабі та британськими військовими біля Тель-Ель-Кебір. Під час повстання Орабі влада Великої Британії в регіоні була послаблена. 1882 року Сполучене Королівство відреагувало на захист своїх інтересів у країні, зокрема Суецькому каналі.

## Передумови

### Бомбардування та вторгнення в Олександрію
20 травня 1882 р. до Александрії прибув об'єднаний франко-британський флот. У той же час єгипетські війська підсилювали берегову оборону міста в очікуванні нападу. Це створило напругу в Александрії, і врешті спровокувало бунти із вбитими з боку європейського населення міста. В результаті заворушень європейці надіслали ультиматум з вимогою наказати офіцерів Орабі в Александрії та демонтувати свої прибережні батареї. Єгипетський уряд відмовився. Тим часом між Британією та Францією зросла напруженість, оскільки більшість загиблих були не французами. Уряд Франції відмовився підтримати цей ультиматум і виступив проти збройного втручання.
Коли ультиматум проігнорували, адмірал Сеймур віддав розпорядження Королівському флоту бомбардувати єгипетські вогневі позиції в Александрії. 11 липня о 7:00 ранку Форт-Адді обстріляв HMS Alexandra (1875) і до 7:10 весь флот обстрілював місто. Прибережна оборона теж відкрила вогонь з мінімальними жертвами для британського флоту. Жоден британський корабель не затонув. 13 липня в місто висадилися штурмові загони. Попри сильний опір з боку гарнізону протягом декількох годин, приголомшлива перевага менших за розміром британських військ змусила єгипетські війська відійти від міста.

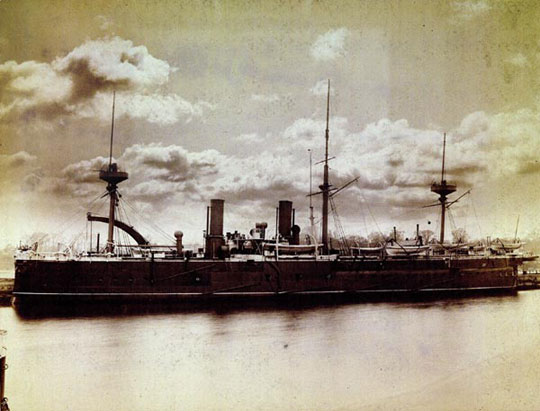
Фотографія HMS Alexandra

Генерал-лейтенант Гарнет Волслей був призначений для управління великими силами з метою знищення режиму Орабі та відновлення номінальної влади Хедива Тауфіка. Загальна кількість британських військ становила 24 000 чоловік, які зосереджувалися на Мальті та Кіпрі, і 7000 індійських військ, що проходили через Аден.
Волслей спочатку намагався дістатися до Каїра прямо з Александрії. Орабі розмістив свої війська в Кафр-ель-Давгар між Каїром та Олександрією і підготував дуже міцну оборону. Там атаки британських військ були відбиті у битві при Кафр-ель-Давгар.

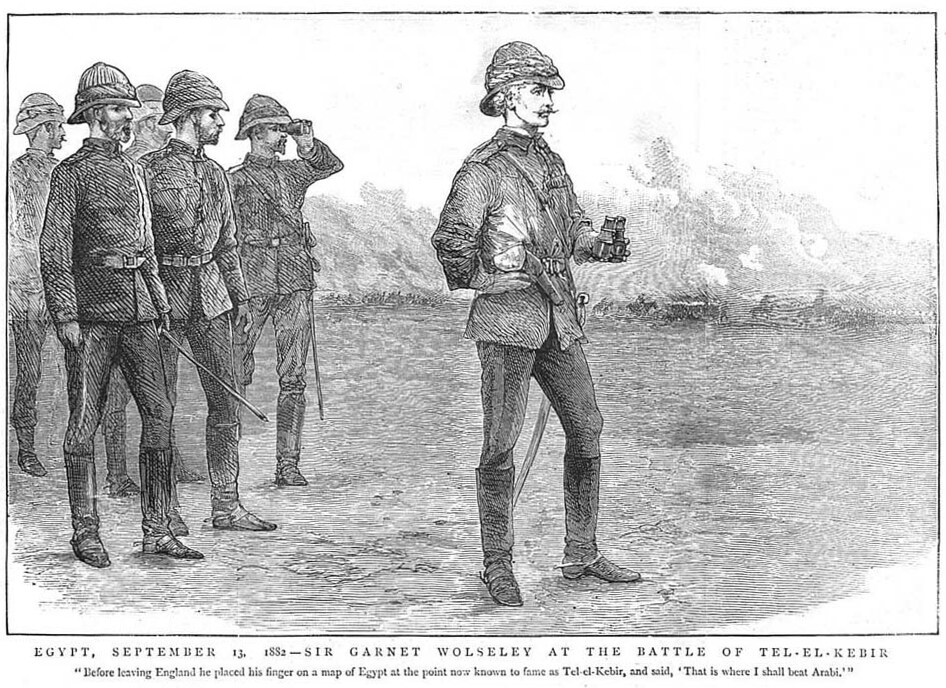
Гарнет Волслей

Тоді Волслей вирішив підійти до Каїра іншим маршрутом. Він вирішив атакувати з Суецького каналу. "Орабі знав, що єдиний інший підхід до Каїра — від каналу, і він хотів перекрити його. Фердинанд де Лессепс, знаючи про наміри Орабі, запевнив його, що британці ніколи не ризикнуть пошкодити канал і він навіть «дав чесне слово Орабі не дозволить висаджувати британські війська в зоні Каналу, а Орабі повірив де Лессепсу. Тим самим Орабі допустив серйозну військову та політичну помилку». Орабі прислухався до його порад і не перекрив канал, залишивши його відкритим для вторгнення британських військ.
Коли Волслей 15 серпня прибув до Александрії, він негайно почав організовувати рух військ через Суецький канал до Ісмаїлії. Ізмаїлія була окупована 20 серпня без опору. :67
Ісмаїлія була швидко підкріплена 9 тис. військовослужбовців, інженери почали ремонтувати залізничну лінію від Суеца. Невелика сила вирушила Прісноводним каналом Ісмаїлія до Кассассіна.

### Єгипетська атака на Кассассін
Орабі намагався відбити наступ і 28 серпня атакував британські війська поблизу Кассассіна. Британські війська були захоплені зненацька, оскільки вони не очікували нападу. Бойові дії були інтенсивними, але два британські батальйони зі своїми 4 артилерійськими частинами утримували свої позиції.
Британська важка кіннота знаходилася за 6,4 км. Коли кіннота прибула, англійці перейшли в наступ і завдавши великим жертвам єгиптянам, змусивши їх відступити на 8 км.
Подальша атака єгипетських сил на Кассассін була відбита, і єгиптяни відійшли до своїх рубежів, щоб побудувати оборону. :68

## Битва

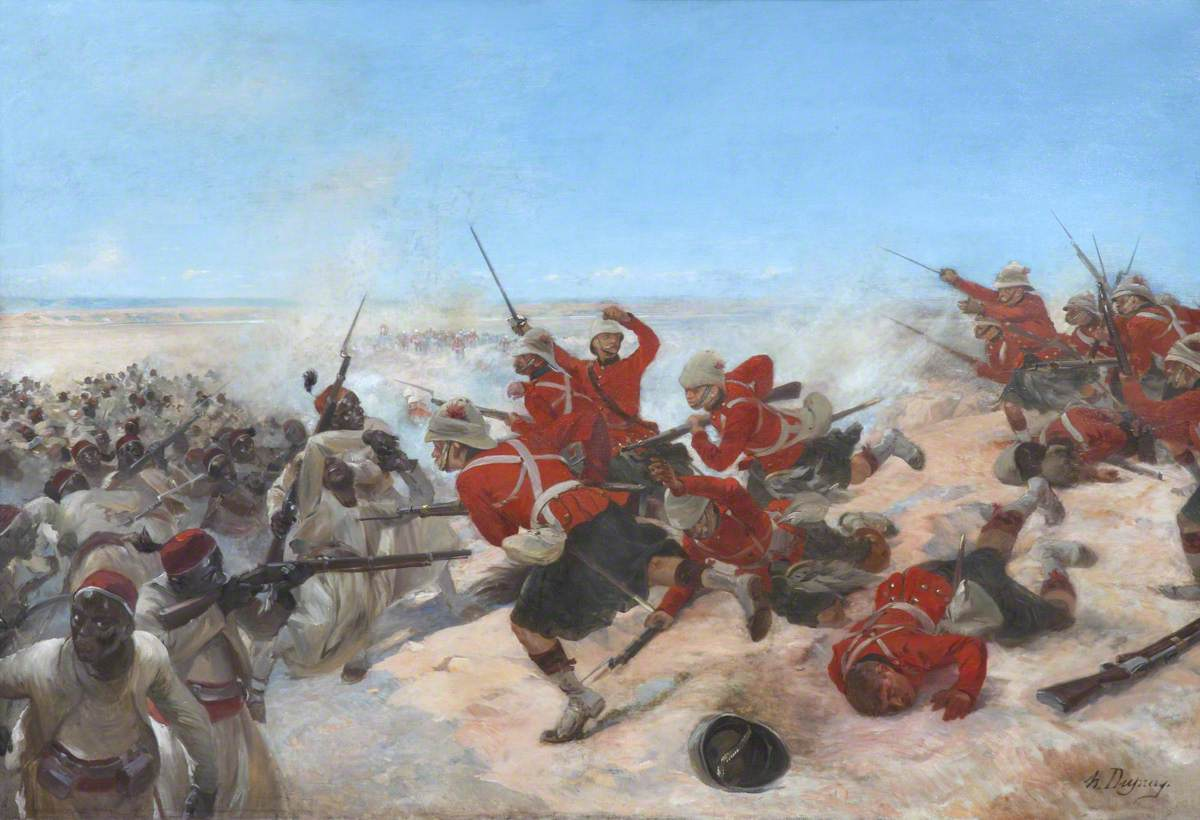
Тель-ель-Кебір художника Анрі Луї Дупрая

Орабі передислокував війська на захист Каїра. Його основна сила окопалася в Тель-ель-Кебір, на північ від залізниці та Прісноводного каналу Ісмаїлія, що пов'язували Каїр з Ісмаїлією. Оборона, яка була поспішно підготовлена, включала траншеї та редути. Війська Орабі мали на озброєнні 60 гармат і гвинтівки. Волслей здійснив кілька особистих розвідок і визначив, що єгиптяни вночі не виставляють форпости перед головними оборонними силами, що дало змогу атакуючій силі наблизитися до оборони під покровом темряви. Замість того, щоб здійснити фланговий обхід оборони Орабі, який передбачав би тривалий марш через безводну пустелю, Волслей задумав наблизитися до позиції вночі та атакувати фронтально на світанку, сподіваючись досягти несподіванки.
Волслей розпочав свій наступ з Ісмаїлії в ніч на 12 вересня, з двома піхотними дивізіями та кавалерійською бригадою. Бригада індійських військ накрила фланг на південному березі Прісноводного каналу Ісмаїлія. Марш основних сил був простий, тому що пустеля на захід від Кассасіна була майже рівна без перешкод. Британські війська досягли єгипетських позицій призначений час.

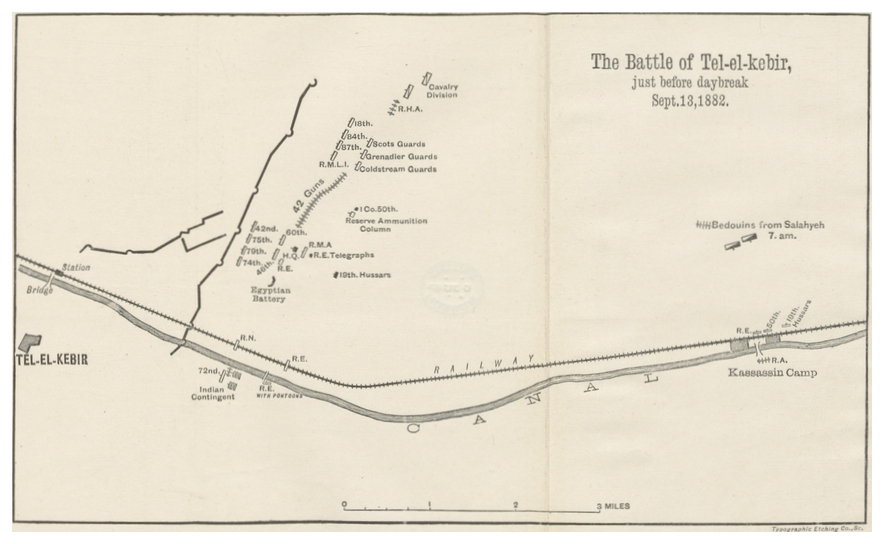
Тель-ель-Кебір

О 5.45 ранку війська Волслей знаходилися за шість сотень ярдів від траншей, і на світанку, коли єгипетські вартові побачили їх і почали стріляти залпами із траншей та артилерії. Британські війська на чолі з Високогорною бригадою на лівому фланзі та 2-ї бригадою на правому фланзі разом з Гвардійською бригадою (якою командував третій син королеви Вікторії, принц Артур) пішли в атаку з багнетами.
Британський наступ закрило димом єгипетської артилерії та гвинтівки. Британці прорвалися в траншеї одночасно, по всій лінії, в результаті бій закінчився за годину. Більшість єгипетських солдатів були втомлені від того, щоб стояти цілу ніч. Через поспіх, з якими сили Орабі готували оборону, перед ними не було перешкод, щоб зупинити нападників. Частина ввязалася в бій, головним чином суданські війська на фронті, а ті, хто не потрапив у перші лави битви, були змушені відступити. Зрештою, це було нищівною поразкою для єгиптян. Офіційно визнають 57 вбитих британських військових та близько дві тисячі єгиптян. Британська армія мала більше жертв через тепловий удар, ніж через дії противника.
Британська кавалерія переслідувала розбитого ворога в бік Каїра, який залишився незахищеним. Влада знову перейшла до хедіва, війна закінчилася, і більшість британської армії поїхали до Александрії і вирушили на кораблі додому, залишивши лише окупаційну армію. :69
Лейтенант Вільям Мордаун Марш Едвардс був нагороджений Хрестом Вікторії за хоробрість під час бою.